# Palmanova (Mallorca)
Palmanova ist ein Badeort im Südwesten der spanischen Baleareninsel Mallorca. Palmanova gehört zur Gemeinde Calvià und liegt in der Bucht von Palma, etwa 15 Kilometer westlich von Palma, direkt am Meer. Im Jahr 2011 hatte Palmanova 7017 Einwohner. Palmanova wird wie viele Orte in der westlichen Bucht von Palma von zahlreichen britischen Touristen besucht.
Im Osten reiht sich der Ort Portals Nous, ein Treffpunkt vieler reicher und prominenter Urlauber mit überwiegend gehobenen touristischen Angeboten in die Reihe der Badeorte entlang der Küste neben Palmanova, im Westen ist es der Ort Magaluf, ebenfalls eine Hochburg britischer Touristen.
Im Bereich von Palmanova befinden sich die beiden Strände Platja des Carregador und Platja Son Maties, die eine lange Strandpromenade verbindet.

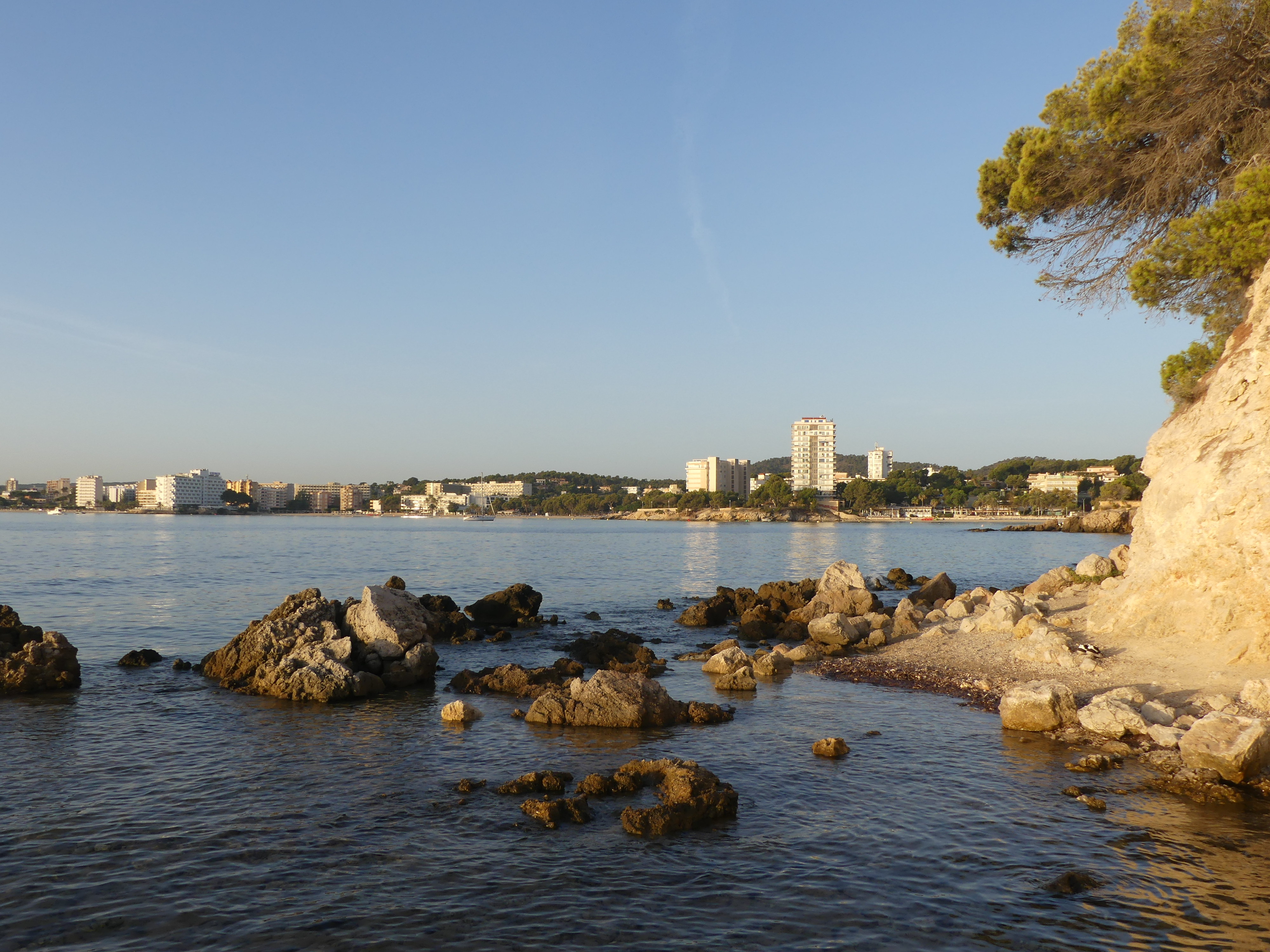
Bucht von Palmanova mit Steilküste, Blick von Osten
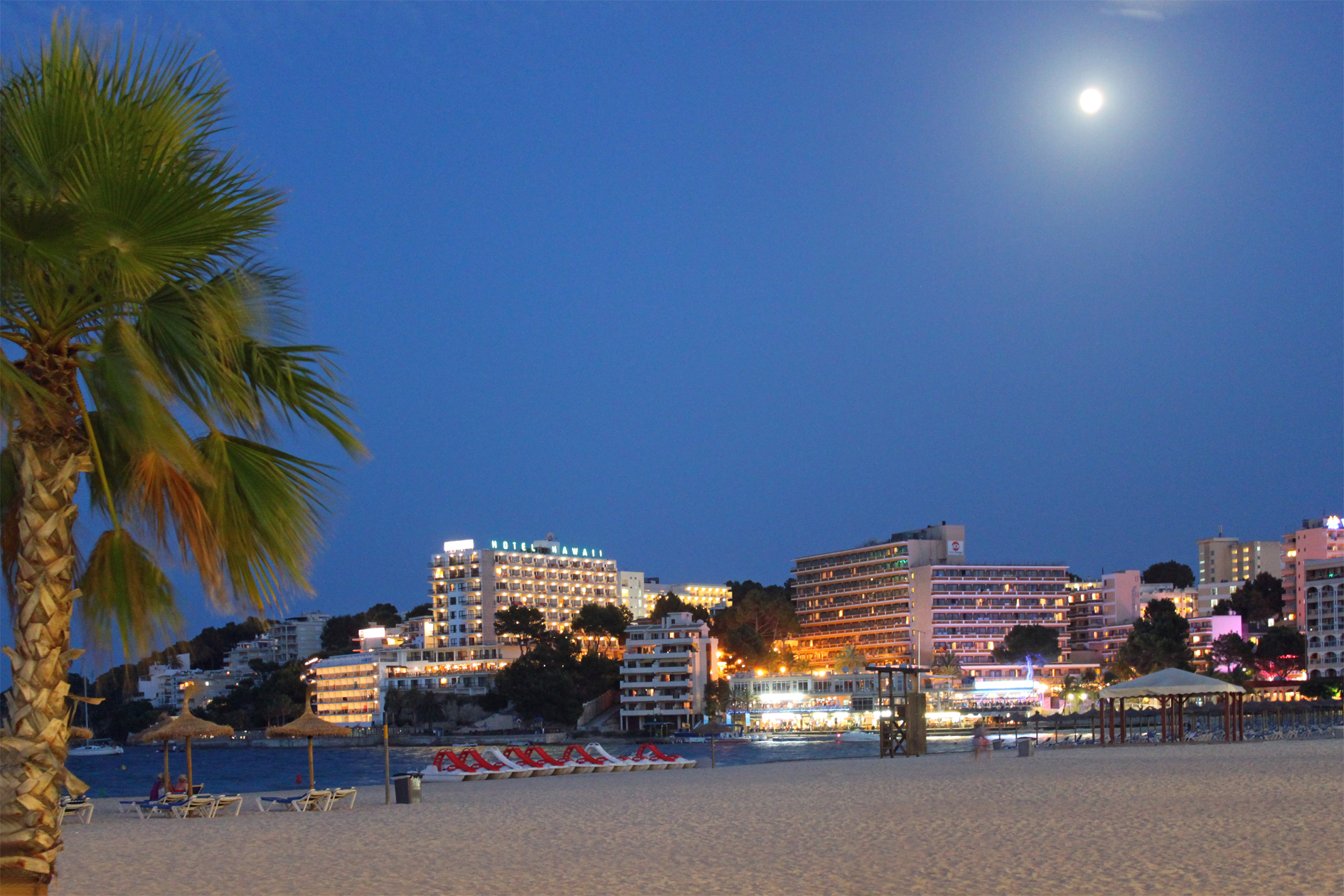
Strand bei Nacht
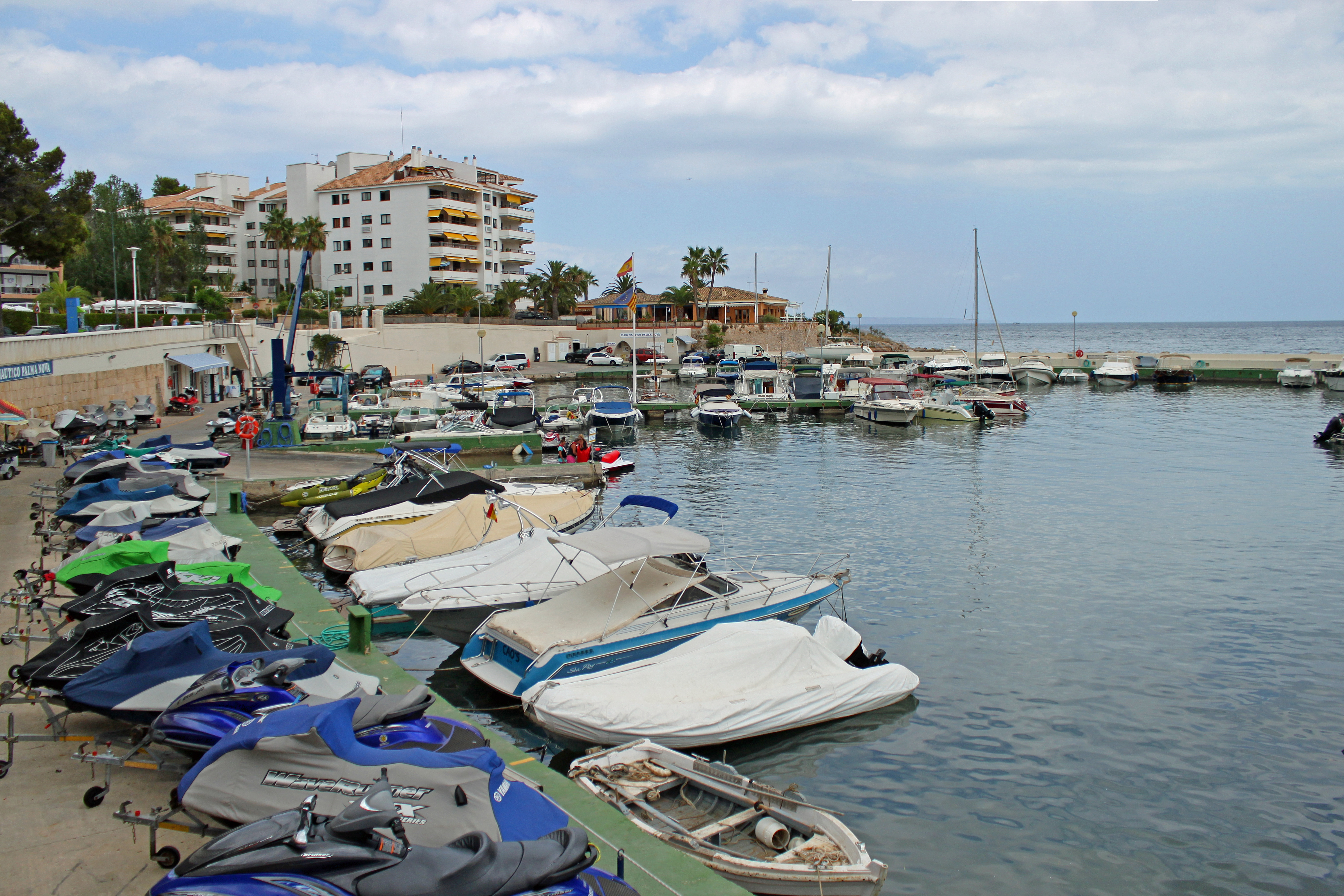
Yachthafen